# Aspitates suffusa
Aspitates suffusa là một loài bướm đêm trong họ Geometridae.